# Ringo Miyajima
Ringo Miyajima (jap. 宮嶋 林湖 Miyajima Ringo; * 31. Oktober 2003 in der Präfektur Nagano) ist eine japanische Skispringerin und ehemalige Nordische Kombiniererin. Sie trat ursprünglich für die Mannschaft ihrer ehemalige Schule in Hakuba an, vertritt aber mittlerweile die Matsumoto-Universität.

## Werdegang
Miyajima trat als Nordische Kombiniererin in den Jahren 2018 und 2019 in den unteren Wettkampfklassen sowie 2019 bei den Nordischen Junioren-Skiweltmeisterschaften an, wo sie Elfte wurde.
2021, 2022 und 2023 war sie jeweils als Spezialspringerin bei der Junioren-WM zu sehen und gewann bei Letzterer die Goldmedaille mit der Mannschaft. Neben Teilnahmen am FIS Cup ging sie im Teamspringen am 12. September 2021 auch erstmals im Grand Prix an den Start. In der darauffolgenden Saison errang sie den siebten Platz in der Gesamtwertung. Beim Finalspringen erregte die Japanerin Aufmerksamkeit, als sie sich im zweiten Durchgang um elf Plätze verbesserte und Achte wurde. Mit 127 m gelang ihr die beste Weite nach den Sprüngen der Tagessiegerin Urša Bogataj.
Am 23. Oktober 2022 erreichte Miyajima in Hakuba ihre bisher persönliche Bestweite von 131 m. Am 3. Dezember 2022 errang sie auf dem Lysgårdsbakken erstmals Weltcuppunkte.

## Erfolge

### Skispringen

#### Continental-Cup-Siege im Einzel
| Nr. | Datum         | Ort   | Typ           |
| --- | ------------- | ----- | ------------- |
| 1.  | 17. März 2023 | Lahti | Normalschanze |
| 2.  | 17. März 2023 | Lahti | Normalschanze |

## Statistik

### Skispringen

#### Weltcup-Platzierungen
| Saison  | Platz | Punkte |
| ------- | ----- | ------ |
| 2022/23 | 035.  | 111    |
| 2023/24 | 053.  | 005    |

#### Grand-Prix-Platzierungen
| Saison | Platz | Punkte |
| ------ | ----- | ------ |
| 2022   | 007.  | 125    |
| 2023   | 023.  | 059    |
| 2024   | 037.  | 021    |

#### Continental-Cup-Platzierungen
| Saison  | Platz | Punkte |
| ------- | ----- | ------ |
| 2022/23 | 011.  | 200    |

### Nordische Kombination

#### Continental-Cup-Platzierungen
| Saison  | Platz | Punkte |
| ------- | ----- | ------ |
| 2018/19 | 027.  | 0062   |